# Cassia grandis
El carao, cañandonga, cañafístola o cañafístula cimarrona es un árbol natural de América Central, el Caribe Colombiano y las zonas costeras de las Antillas que se utiliza para el tratamiento de enfermedades del pecho y como bebida con muchas propiedades nutritivas.

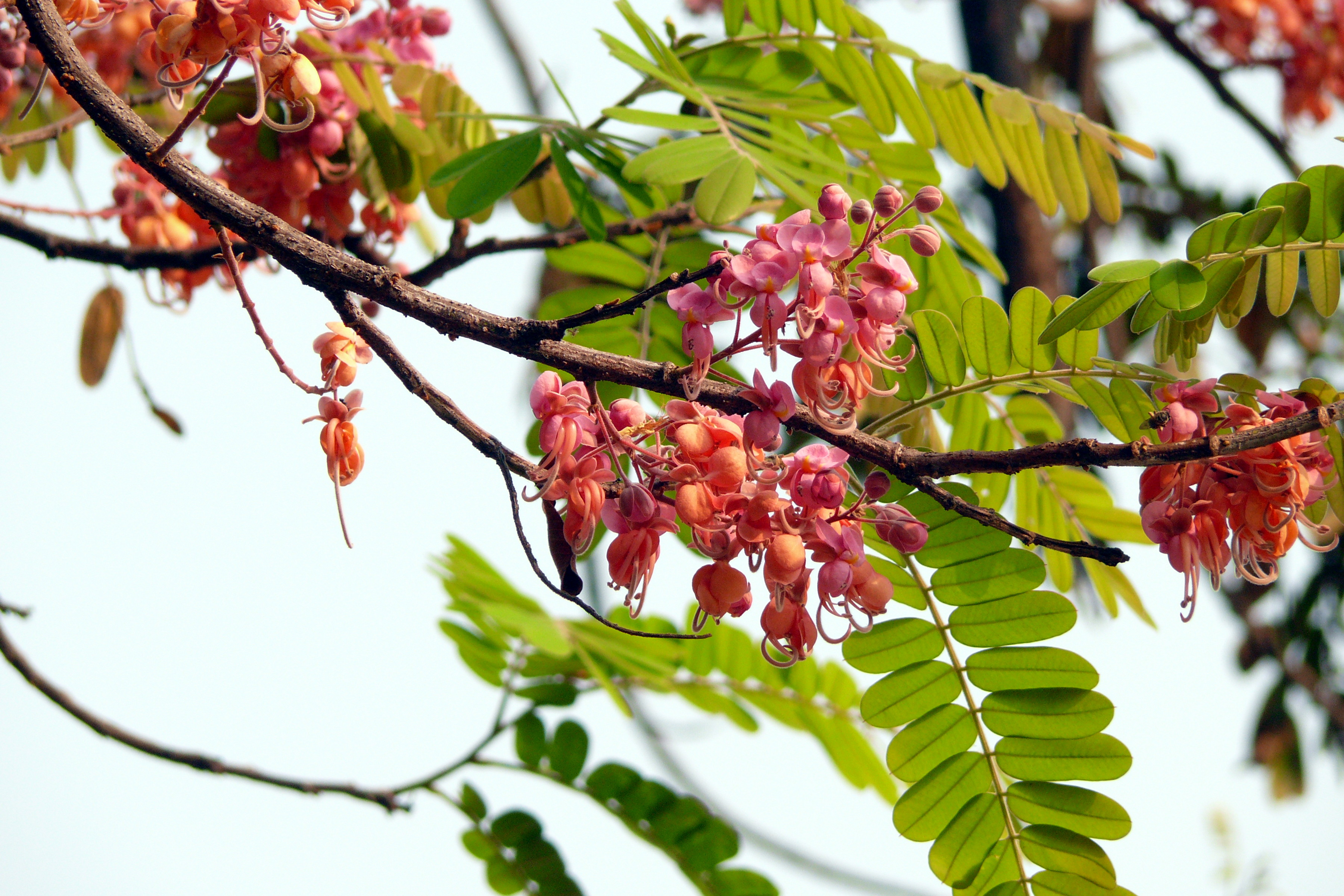
Inflorescencia

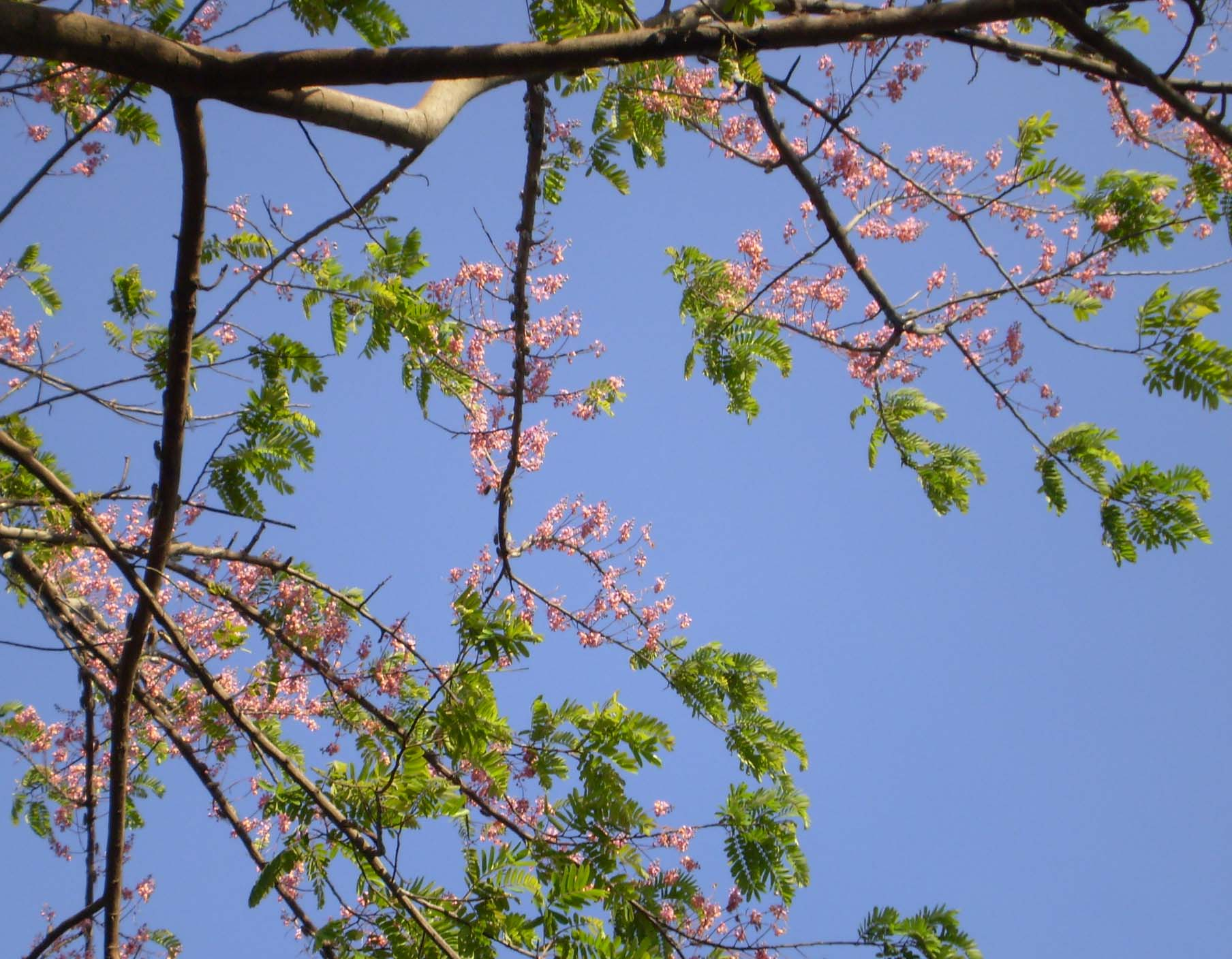
Flores

## Descripción
Es un árbol grande y coposo, de follaje verde oscuro y flores rosadas en ramilletes, muy vistosas. El fruto es una vaina cilíndrica de más de media vara de largo, y está lleno de unas semillas aplastadas colocadas unas sobre otras como una pila de monedas. Entre una y otra semilla hay una especie de tabique coriáceo y, además, una sustancia oscura, de sabor duzaíno, que es lo que comen algunos de este fruto. La pulpa del fruto y la caña presenta un olor característico, muy parecido a la humedad y al moho, que puede resultar desagradable.↵Árbol silvestre que se multiplica de semilla en terrenos montañosos y sustanciosos que florece en primavera y es común en varias partes de Cuba. Primoroso árbol que suministra una madera muy bonita, fuerte y resistente, textura fibrosa y sin embargo bastante compacta y grano fino. Su color es gris algo agamuzado con hermosas vetas y listas algo más oscuras cuando recién labrado; mientras que al aire se vuelve color canela amarillento; su albura, al contrario es gris pálido teñido de color carne más o menos pronunciado, veteado  salpicado. Su madera se puede aprovechar con mucha ventaja en la carpintería.
Despliega en primavera gruesos racimos de flores salmón, cuyos capullos son malva rosáceo. Tiene hojas filicíneas compuestas de 10 o 15 hojuelas verdes y ovales; alcanza una altura de 15 m.

## Propiedades

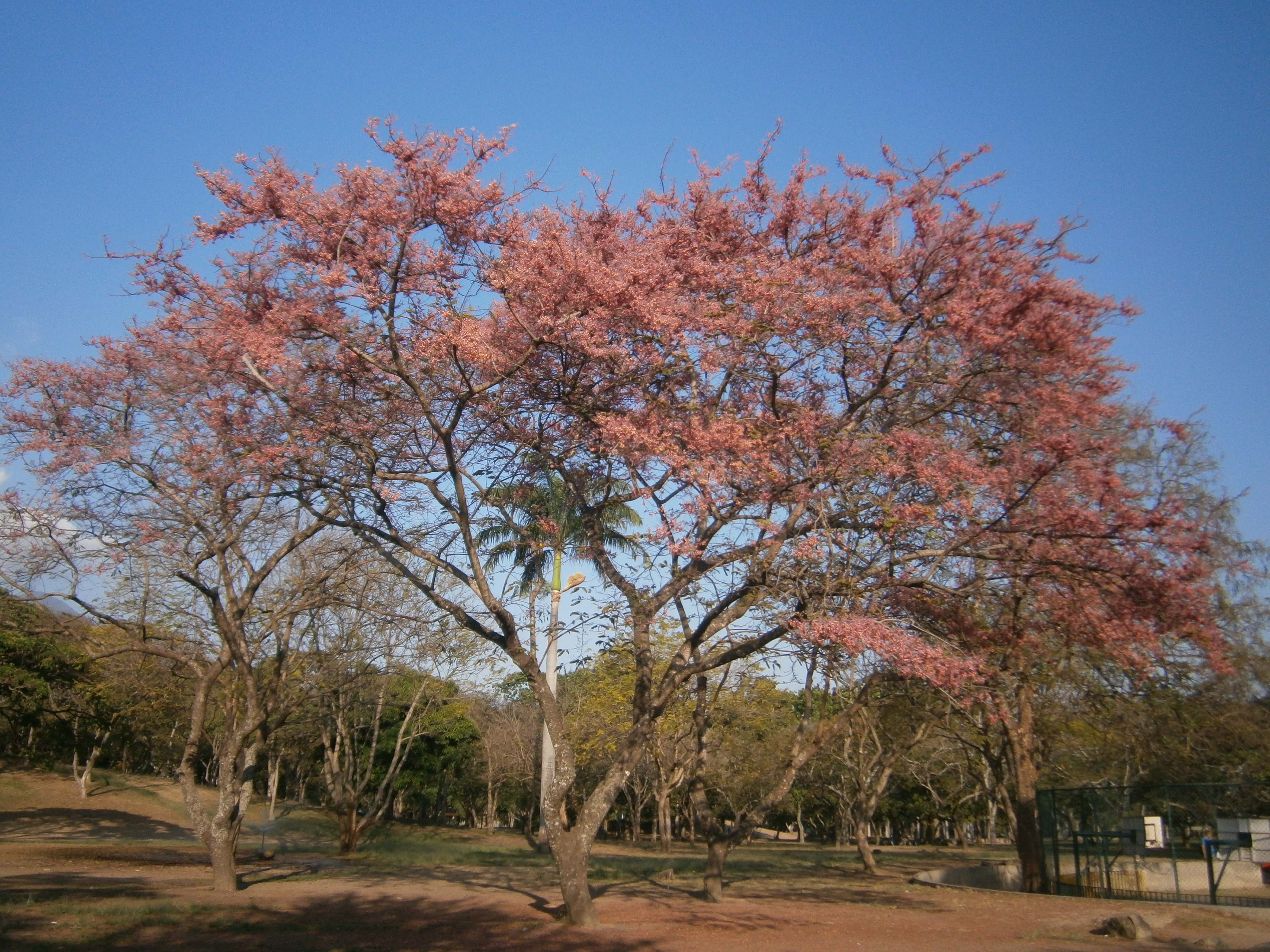
Ejemplar de Cassia grandis ubicado en el Parque Generalísimo Francisco De Miranda (Parque del Este) Caracas, Venezuela

La decocción de hojas, fruto y corteza se usa por vía oral para tratar la anemia, hemorragia nasal, enfermedades del hígado, infecciones urinarias, histeria, resfrío y tos. Por vía tópica se aplica un ungüento de hojas para tratar afecciones dermatomucosas (herpes, llagas, tiña, vitiligo). De la raíz se extrae un líquido antiséptico que se usa para curar heridas, mientras que la corteza se usa como cicatrizante. A las hojas y fruto se le atribuyen propiedades antianémicas, antimicóticas, antiséptica, astringente, depurativa, diurética, estimulante, espectorante, febrífuga galactogoga, laxante, minerealizante, purgante, sedante y tónica. A la raíz se le atribuyen propiedad febrífuga, purgante y tónica. 
En Honduras se utiliza el extracto del carao o miel para niños con un alto nivel de desnutrición, esto debido a su alto contenido de hierro, lo cual ayuda a sintetizar la hemoglobina, y vemos la pronta recuperación de los niños, además, es un refresco con alto contenido de azúcares que restablecen a las personas del campo después de un día con mucha fatiga.  
En El Salvador las vainas de la Cassia grandis se usan para la fabricación de una bebida fría denominada "refresco de carao", que, mezclada con leche posee un característico olor mordaz que popularmente se compara con el de "las patas(pies) sucias".
En Nicaragua se utiliza en la elaboración de un vino sabroso y espeso denominado "vino de carao". Mientras que el árbol, por sus vistosas flores, se emplea de adorno en paseos y recreos.

## Taxonomía
Cassia grandis fue descrita por Carlos Linneo el Joven y publicado en Supplementum Plantarum 230. 1781[1782].
Sinonimia
- Bactyrilobium grande Hornem.
- Bactyrilobium molle Schrad.
- Cassia brasiliana Lam.
- Cassia brasiliana var. tomentosa Miq.
- Cassia brasiliensis Buc'hoz
- Cassia mollis Vahl
- Cassia pachycarpa de Wit
- Cathartocarpus brasilianus Jacq.
- Cathartocarpus erubescens Ham.
- Cathartocarpus grandis Pers.[3]

## Nombres comunes
En Guatemala se le conoce también como: bacut, caragüe, macut, santal. En la Guajira colombiana se le conoce popularmente como Jamanar.